# Исарн I (граф Пальярса)
Иса́рн I (кат. Isarn (Ysarn) I) (умер в 948 или после 13 сентября 953) — граф Пальярса (920—948), представитель Пальярсской династии.

## Биография

### Граф-соправитель
Исарн I был старшим сыном графа Пальярса и Рибагорсы Рамона I. Предполагается, что уже в начале X века он был соправителем своего отца, управляя от его имени Пальярсом.
В 904 году глава мувалладской семьи Бану Каси, вали Лериды Лубб II ибн Мухаммад, совершил нападение на владения Исарна. Мусульмане разграбили территорию Пальярса и разрушили крепости Саррока-де-Бальера, Кастиссент и Мола-де-Баро. Более 700 местных жителей были пленены. Среди пленных был и Исарн, захваченный при защите замка Кастиссент. Знатного пленника увезли в Туделу. Следующие 14 лет своей жизни Исарн провёл в заключении в этом городе. Только летом 918 года он был освобождён королём Наварры Санчо I Гарсесом, совершившим вместе с королём Леона Ордоньо II поход на Туделу.

### Самостоятельное правление

#### Раздел владений отца
В 920 году умер отец Исарна I, граф Рамон I, после смерти которого его владения были разделены между его сыновьями: Исарн и Лопе I получили графство Пальярс, Бернат I и 
Миро — графство Рибагорса и Собрарбе. Ещё один из братьев, Ато, был уже ранее посвящён в духовный сан. О том, как были разделены полномочия в управлении Пальярсом между Исарном и Лопе, ничего не известно. Предполагается, что как старший из братьев Исарн I играл главную роль в управлении графством. Подтверждением этого служит почти полное отсутствие документов, подписанных Лопе I.
Среди других графов Каталонии Исарн I, вероятно, пользовался значительным авторитетом, о чём свидетельствуют использованные им в документе об основании монастыря Сан-Пере-де-Бургал титулы «граф» и «маркграф».

#### Церковная политика Исарна I
Во время своего правления Исарн I отказался от политики Рамона I, направленной на конфронтацию со своими мусульманскими соседями, сосредоточив свои усилия на укреплении суверенитета своего графства. Одной из главных его целей было установление полной самостоятельности графства Пальярс в церковной сфере и здесь ему удалось добиться значительных успехов.
В 923 году, после смерти епископа Адульфа, несмотря на решения состоявшегося в 911 году Фонткобертского собора, Исарну I удалось сохранить Пальярсскую епархию, поставив здесь новым епископом своего брата Ато. В 945/947 году граф основал большой женский монастырь Сан-Пере-де-Бургал, вскоре ставший самым влиятельным монастырём Пальярса. Первой аббатисой нового монастыря Исарн поставил свою дочь Эрменгарду. В 948 году граф Пальярса дал дарственную грамоту монастырю Сан-Висент-де-Герри.

### Последние годы
О последних годах жизни графа Исарна I почти ничего не известно. Предполагается, что он был ещё жив, когда в 948 году умер его брат и соправитель Лопе I. Некоторые исторические источники сообщают, что Исарн скончался вскоре после смерти своего брата, передав графство Пальярс своему сыну Гильему I, который, вероятно, уже с сентября 947 года был его соправителем. Другие источники свидетельствуют, что граф Исарн I был жив ещё в сентябре 953 года, что его бездетный сын Гильем умер раньше отца и что новым графом Пальярса стал Рамон II, сын Лопе I, разделивший власть со своими братьями-соправителями Боррелем I и Сунийе I. Ряд историков придерживаются компромиссной версии, согласно которой, после смерти своего брата в 948 году Исарн оставил престол Пальярса, передав власть над ним своим племянникам, и ушёл в монастырь, где прожил ещё несколько лет.

### Семья
Имя жены Исарна I в современных ему документах не упоминается. Позднейшие генеалогии сообщают о двух браках графа: имя его первой жены было Аделаида, имя второй неизвестно. Эти же источники свидетельствуют, что Исарн умер вскоре после заключения своего второго брака. Детьми графа Исарна от его первого брака были:
- Гильем I (умер около 950) — возможно, граф Пальярса с 948
- Эрменгарда — аббатиса монастыря Сан-Пере-де-Бургал с 945/947.